# Lagoa do Peixoto
Lagoa do Peixoto é uma lagoa brasileira localizada no município de Osório no estado do Rio Grande do Sul.
A Lagoa do Peixoto é uma das 23 lagoas localizadas no município de Osório. A Lagoa do Peixoto assim como a Lagoa do Marcelino são as lagoas mais próximas da cidade de Osório e as que possuem maior influência antrópica.
Nos últimos anos, a ocupação do solo para moradias e condomínios residenciais sem o devido tratamento de esgotos aumentou no entorno da Lagoa do Peixoto. Este fato está relacionado com a piora na qualidade da água em algumas épocas do ano.